# افزودنی مجاز
افزودنی مجاز (انگلیسی: Generally recognized as safe) یا به‌اختصار «GRAS» اصطلاحی است که سازمان غذا و دارو آمریکا آن را برای موادی بکار می‌برد که افزودنش به غذا از نظر متخصصان، خطری برای سلامت انسان ندارد و در نتیجه از شرایط ذکرشده برای افزودنی‌های خوراکی در «قانون فدرال غذا، دارو و مواد آرایشی» (FFDCA) مستثناست.
این اصطلاح نخستین بار در «اصلاحیهٔ قانون افزودنی‌های غذایی سال ۱۹۵۸» بکار برده شد و تمامی افزودنی‌های خوراکی که پس از این تاریخ تولید شدند، می‌بایست تحت بررسی و ارزیابی‌های استاندارد قرار می‌گرفتند.